# 조나탄 페레이라 헤이스
조나탄 페레이라 헤이스(1989년 6월 30일 ~ )는 브라질의 축구 선수이다. 포지션은 공격수이다. 현재 K리그1의 부산 아이파크 소속이다.